# Michael Holton
Michael David Holton (Seattle, 4 agosto 1961) è un ex cestista e allenatore di pallacanestro statunitense, professionista nella NBA.

## Carriera
Venne selezionato dai Golden State Warriors al terzo giro del Draft NBA 1983 (53ª scelta assoluta).